# Matheus França
Matheus França Silva, również Mateuzinho (ur. 8 września 2000 w Londrinie) – brazylijski piłkarz występujący na pozycji prawego obrońcy, od 2024 roku zawodnik Corinthians.